# Artemon (Koroplast)
Artemon (altgriechisch Ἀρτέμον) war ein griechischer Koroplast, der am Ende des 1. Jahrhunderts v. Chr. und am Anfang des 1. Jahrhunderts n. Chr. in Myrina in Kleinasien tätig war.
Artemon ist von Signaturen auf zwölf Tonstatuetten bekannt, die alle in einem kurzen Zeitraum um die Zeitenwende entstanden sind. Die Statuetten zeigen eine Aphrodite Pandemos, eine mit Eros auf einem Delphin reitende Aphrodite, drei aus der gleichen Form stammende Eroten, die mit einem Schmetterling spielen, zwei aus der gleichen Form stammende Niken, eine sitzende Muse mit einer Kithara, ein Bankett mit zwei sitzenden Personen und einen Sklaven mit einer Laterne, auf dessen Schultern ein Kind sitzt.
Mit Ausnahme der Koroplastik des Sklaven wurden alle Statuetten in der Nekropole von Myrina gefunden. Die Sklavenstatuette hingegen wurde in Pergamon gefunden, was zur Vermutung geführt hat, dass Artemon zumindest kurzzeitig auch dort tätig war. Auf den aus der gleichen Form stammenden Statuetten ist die Signatur Artemons als Relief abgebildet, also bereits in die Form eingeritzt worden, weshalb eine Werkstatt Artemons angenommen wird. Ob sein Name nach seiner Schaffenszeit als Werkstattname weiterverwendet wurde, ist jedoch unbekannt.

## Nachweise
1. ↑  Louvre, Inventarnummer Myr 39
2. ↑  Louvre, Inventarnummer Myr 205
3. ↑  Louvre, Inventarnummer Myr 270

| Personendaten    | Personendaten          |
| ---------------- | ---------------------- |
| NAME             | Artemon                |
| ALTERNATIVNAMEN  | Ἀρτέμον (griechisch)   |
| KURZBESCHREIBUNG | griechischer Koroplast |
| GEBURTSDATUM     | 1. Jahrhundert v. Chr. |
| STERBEDATUM      | 1. Jahrhundert         |